# Moritz Gottlieb Saphir
Moritz Gottlieb Saphir nascido Moses Saphir (Lovasberény [perto de Székesfehérvár], 8 de fevereiro de 1795 – Baden (Baixa Áustria), 5 de setembro de 1858) foi um escritor satírico e jornalista austríaco.